# Stéphane Jaffard
Stéphane Jaffard (* 23. Mai 1962 in Boulogne-Billancourt) ist ein französischer Mathematiker, der sich mit Harmonischer Analysis und Fraktalen befasst. Er ist Hochschullehrer an der Universität Paris XII (Marne-la-Vallée).

## Leben
Jaffard studierte 1981 bis 1984 an der École polytechnique, an der er bei Yves Meyer promoviert wurde (Construction et propriétés des bases d’ondelettes, remarques sur la controlabilité exacte). 1989/90 war er am Institute for Advanced Study und 1990 bis 1992 an der École des Ponts ParisTech, wo er danach bis 1994 Direktor der CERMA (Centre d’enseignement et de Recherche en Mathématiques Appliquée) war. 1992 habilitierte er sich an der Universität Paris IX (Dauphine). 1995 wurde er Professor an der Universität Paris-Ost. 1996 wurde er PEDR (Prime d’Encadrement Doctoral et de Recherche), 1997 wurde er Professor 1. Klasse und 2007 der classe exceptionelle.
2000 bis 2005 war er Junior-Mitglied des Institut universitaire de France. Er war unter anderem Gastwissenschaftler in Montreal, am Isaac Newton Institute, an der University of British Columbia, an der Universität Wien, der Purdue University und der University of California, Riverside.

## Werk
Er befasst sich mit Wavelets und Multifraktalen (Multifractal Analysis) mit Anwendungen zum Beispiel in der Bildverarbeitung. 1991 führte er mit Ingrid Daubechies und Jean-Lin Journé Wilson-Basen ein. Ihre herausragenden Eigenschaften in der Zeit- und Frequenzanalyse von Signalen wurden in einem der Algorithmen genutzt, die 2015 zur direkten Entdeckung der Gravitationswellen führten.
Er untersuchte und bestimmte auch 1996 die Hölder-Regularität (punktweise Untersuchung der Regularität) von Riemanns Beispiel einer nirgendwo differenzierbaren Funktion, die stark von Punkt zu Punkt in irregulärer, von den Eigenschaften der Diophantischen Approximation des Punktes abhängenden Weise schwankt und sogar unstetig in jedem Punkt ist. Später zeigte er, dass dies keine Ausnahme ist, sondern in gewisser Weise der generische Fall und sich auch bei vielen stochastischen Prozessen wie den meisten Lévy-Prozessen findet Sie liefern Beispiele für Multifraktale. Da der Hölder-Exponent nur auf lokal beschränkte Funktionen angewandt werden kann und das das bei vielen Signalfunktionen nicht der Fall ist, werden stattdessen p-Exponenten (nach Alberto Calderón und Antoni Zygmund) untersucht und Jaffard konnte mit Clothilde Melot eine Charakterisierung des p-Exponenten mit Wavelets geben. Mit Martin Bruno bestimmte er die p-Exponenten der Brjuno-Funktion von Jean-Christophe Yoccoz aus der Theorie dynamischer Systeme (die nirgends lokal beschränkt ist).
Das lokale Verhalten des Hölder-Exponents wurde 1985 von Uriel Frisch und Giorgio Parisi mit ihrem fraktalen Verhalten (Exponenten der Skalierungsfunktion) in Beziehung gesetzt. Die Nichtlinearität der Skalierungsfunktion war ein Hinweis auf unterschiedliche Hölder-Exponenten im Signal. Sie führten auch das multifraktale Spektrum ein (Frisch-Parisi-Formel), der die fraktale Dimension von Mengen, auf denen die Funktion einen bestimmten Hölder-Exponenten hat, mit der Skalierungsfunktion in Beziehung setzen. Das war der Beginn der Multifraktalen Analysis, die Jaffard ausbaute. Er konnte zeigen, dass das multifraktale Spektrum häufig durch einfache Funktionen beschrieben werden kann, auch wenn das Verhalten der Hölder-Exponenten sehr kompliziert war. Dazu führte er auch neue Wavelet-Transformations-Methoden ein (Wavelet leader method) und wandte sie zum Beispiel in der Theorie der Turbulenz und der Analyse von Bildern von Vincent van Gogh an (Zuordnung zu verschiedenen Schaffensperioden, Unterscheidung von Fälschungen, mit Patrice Abry, Herwig Wendt).

## Schriften (Auswahl)
- mit Yves Meyer, R. Ryan: Wavelets. Tools for science and technology. SIAM, 1987
- mit Y. Meyer: Wavelet Methods for Pointwise Regularity and Local Oscillation sof Functions. In: Memoirs of the A.M.S.. Band 123, 1996
- mit Alain Damlamian (Hrsg.): Wavelet methods in mathematical analysis and engineering. World Scientific Publishing, 2010
- The spectrum of singularities of Riemann’s function. In: Revista Mathematica Iberoamericana. Band 12, 1996, S. 441–460
- mit A. Arneodo, E. Bacry, J.-F. Muzy: Oscillating singularities on Cantor sets: a grand canonical multifractal formalism. In: Journal of Statistical Physics. Band 87, 1997, S. 179–209.
- Multifractal formalism for functions. 2 Teile. In: SIAM J. Math. Analysis. Band 28, 1997, S. 944–970, 971–998
- The multifractal nature of Lévy processes. In: Probability Theory and Related Fields. Band 114, 1999, S. 207–227
- mit C. Melot: Wavelet analysis of fractal Boundaries, Teil 1: Local regularity. In: Communications in Mathematical Physics. Band 258, 2005, S. 513–539, Teil 2: Multifractal formalism, S. 541–565
- mit J.-M. Aubry: Random wavelet series. In: Comm. Math. Phys., Band 227, 2002, S. 483–514
- mit A. Fraysse: How smooth is almost every function in a Sobolev space ? In: Revista Matematica Iberoamericana, Band 22, 2006, S. 663–682
- mit Eric Chassande-Mottin, Yves Meyer: Des ondelettes pour détecter les ondes gravitationnelles. In: Gazette des Mathématiciens, April 2016
- mit Benoit Mandelbrot: Peano-Polya motion, when time is intrinsic or binomial (uniform or multifractal). In: The Mathematical Intelligencer, 1997, Heft 4
- mit Yves Meyer, O. Rioul: L’analyse par ondelettes. In: Pour la Science, September 1987
- mit P. Abry, H. Wendt: When Van Gogh meets Mandelbrot: Multifractal Classification of Painting’s Texture. In: Signal Processing, Band 93, 2013, S. 554–572